# Zbylitowska Góra
Zbylitowska Góra – wieś w Polsce, położona w województwie małopolskim, w powiecie tarnowskim, w gminie Tarnów, między prawym brzegiem Dunajca, a tarnowską dzielnicą Mościce. Miejscowość (początkowo nazywana Górą) istniała już w 1325 roku. Pieczęć wiejska z 1910 przedstawia kosz, z którego wystaje ryba. Napis w otoku: GMINA ZBYŁTOWSKA GÓRA.

## Toponimia
Pierwotna nazwa wsi to „Góra”. Drugi człon „Zbylitowska” występuje w dokumentach od 1581 roku, gdzie wymieniana jest parafia „Parochia Gora Zbiltowskiego”. Góra była bowiem własnością rycerskiego rodu Zbylitowskich herbu Strzemię. Drugi człon nazwy, pochodzący od nazwiska właściciela, dodano dla odróżnienia wsi od innych miejscowości o podobnej nazwie.

## Przynależność administracyjna
W latach 1949–1954 Zbylitowska Góra była częścią gminy Mościce. W latach 1954–1961 wieś była siedzibą gromady Zbylitowska Góra, a w latach 1962–1973 wchodziła w skład gromady Zgłobice. W latach 1975–1998 miejscowość administracyjnie należała do województwa tarnowskiego.

## Historia
Pierwsze wzmianki o wsi pochodzą z 1325 roku, ale niewątpliwie miejscowość jest znacznie starsza. W 1464 roku wybudowano murowany kościół, w miejscu wcześniejszego drewnianego. Właścicielami wsi byli Zbylitowscy, a następnie ich spadkobiercy po „kądzieli” Kotowscy herbu Trzaska, Krzeszowie herbu Leliwa, Dembińscy herbu Rawicz, Moszczeńscy herbu Nałęcz i Żabowie herbu Kościesza.

### Czasy rozbiorowe
W Słowniku geograficznym Królestwa Polskiego z końca XIX wieku czytamy m.in. (poprawne nazwy wólek, a dzisiaj przysiółków w nawiasach): 
„Zbylitowska Góra (...) składa się z [właściwej] wsi (53 domy 293 mieszkańców) i pięciu wólek: Burzyna  [Buczyny] (17 domów, 86 mieszkańców), Podgórze [Podgórza] (23 domy, 127 mieszkańców), Sieciechowice [Sieciechowic] (14 domów, 81 mieszkańców), Skotnik [Skotnika] (12 domów, 70 mieszkańców) i Suślina [Sośliny] (19 domów, 106 mieszkańców). Cała gmina, prócz wólki Sieciechowice leży na prawym brzegu Dunajca. (...) Liczy 754 rzymskich-katolików a 35 izraelitów. (...) Przez jakiś czas mieli tu zbór socynianie, zwani braćmi polskimi”. 

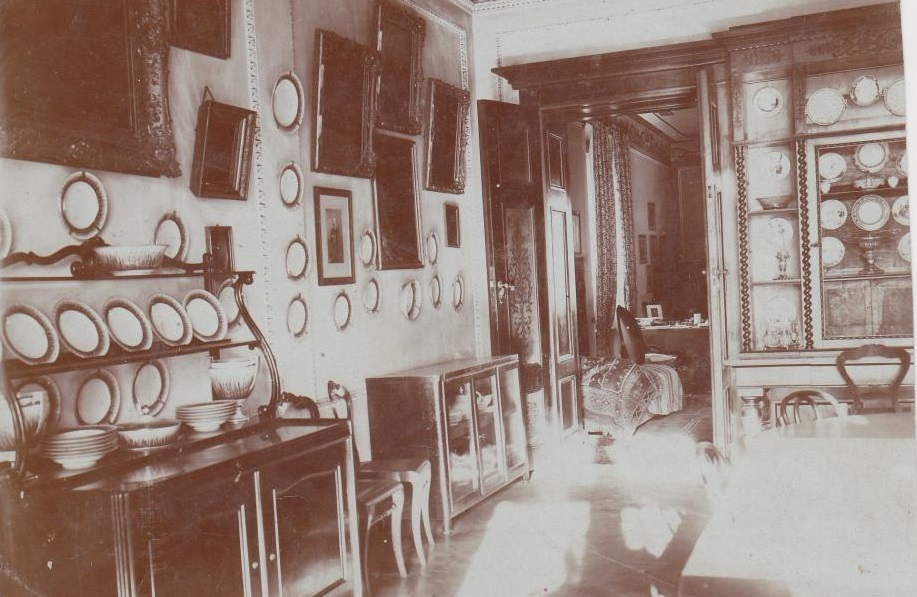
Zbylitowska Góra. Wnętrze dworu Żabów. Początek XX w.

W 1901 roku rozpoczęto budowę klasztoru Zgromadzenia Najświętszego Serca Jezusa (Sacré Coeur). Siostry Sacré Coeur przybyły do Zbylitowskiej Góry z Lyonu. W 1903 roku przy klasztorze uruchomiono Liceum Humanistyczne. W latach 1908–1910 dobudowano okazałą kaplicę (obecny kościół św. Stanisława Kostki) wg projektu Janusza Rypuszyńskiego. Znajdują się w nim neoromańskie ołtarze, przywiezione w 1903, ze skasowanego klasztoru w Lyonie.  
Przed I wojną światową w Zbylitowskiej Górze działały dwa młyny, a w przysiółku Łękawka (poprawnie Łękawa) wytwórnia octu należąca do księcia Sanguszki.

### I wojna światowa

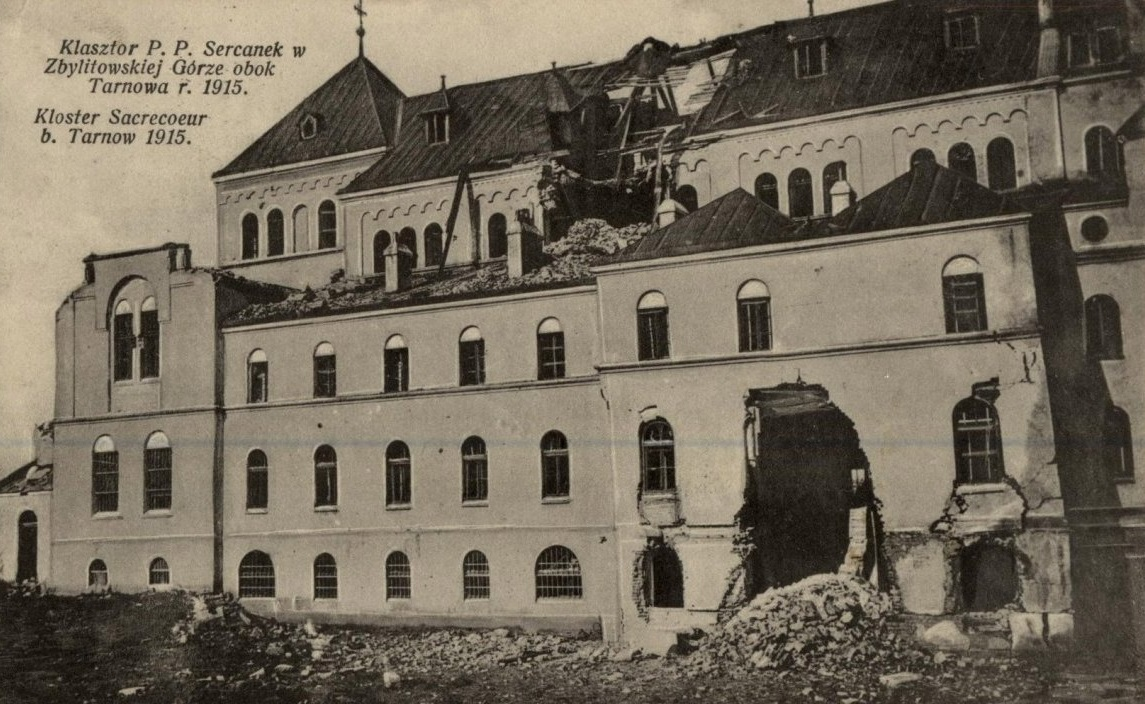
Zbylitowska Góra. Klasztor Sercanek "Sacré Coeur". Po ostrzale. Pocztówka z 1915

W 1914 roku linia frontu zatrzymała się na brzegu Dunajca, ostrzał artyleryjski spowodował znaczne zniszczenia we wsi. Rosjanie umieścili na wieży kościelnej silne reflektory i przeważnie nocami ostrzeliwali front austriacki położony w dolinie, za Dunajcem w Łętowicach. Austriacy ostrzelali klasztor w Zbylitowskiej Górze, gdzie stacjonowali oficerowie armii rosyjskiej. A kościół parafialny jako położony najbliżej frontu został doszczętnie zniszczony.
Poległych żołnierzy rosyjskich pochowano na cmentarzu wojennym nr 199.

### Okres międzywojenny
W 1934 roku, w ramach diecezjalnego kongresu eucharystycznego, przed klasztorem Sacré Coeur metropolita krakowski Adam Sapieha odprawił nabożeństwo. Potem, licząca wg niektórych źródeł 130 tysięcy osób, procesja przeszła 7 km pod tarnowską katedrę.

### II wojna światowa
W latach 1939–1944 Niemcy rozstrzelali w Zbylitowskiej Górze, w Lesie Buczyna, od 8 do 10 tysięcy obywateli polskich.

### PRL
Po II wojnie światowej skarb państwa przejął zabudowania dworskie Żabów, a majątek ziemski rozparcelowano na mocy dekretu PKWN. Przejęto również większość zabudowań klasztornych, w których 1 września 1950 roku uruchomiono szkołę rolniczą (obecnie to Zespół Szkół Agrotechnicznych i Samochodowych im. Wincentego Witosa). W 1960 roku część obszaru Zbylitowskiej Góry, ze szkołą rolniczą i klasztorem oraz cmentarzem wojennym nr 199, włączono w granice Tarnowa. W 1972 roku na terenie Zbylitowskiej Góry powstała firma „Roleski”. W 2012 roku oddano do użytku lądowisko w Zbylitowskiej Górze przeznaczone dla śmigłowców, należące do firmy „Roleski”.

## Zabytki
Obiekty wpisane do rejestru zabytków nieruchomych województwa małopolskiego.
- Zespół kościoła parafialnego: kościół pw. Podwyższenia Krzyża Świętego, dzwonnica;
- budynek plebanii ul. Plebańska 7;
- cmentarz z okresu II wojny światowej;

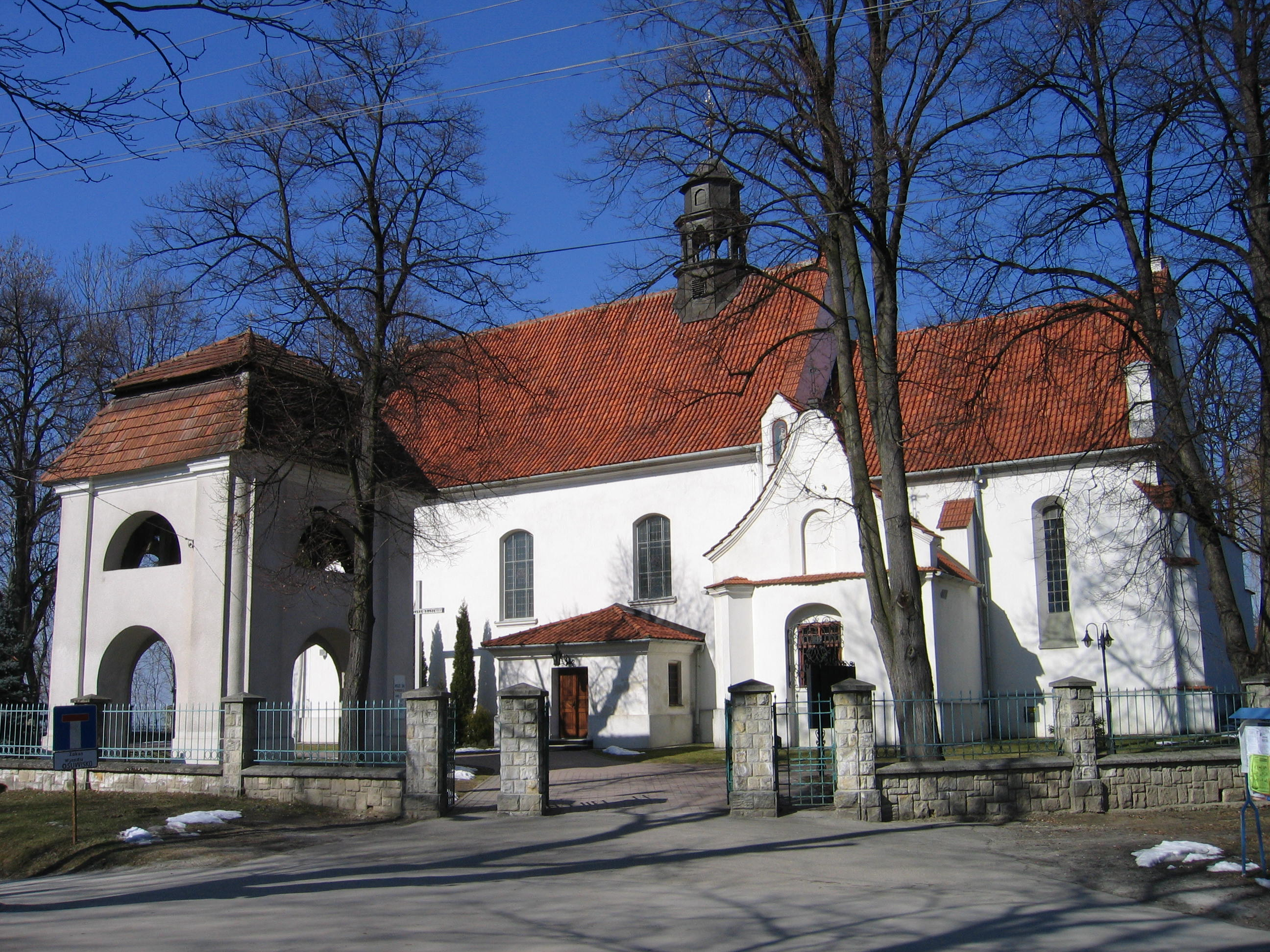
Zbylitowska Góra. Kościół Podwyższenia Krzyża Świętego.

- zespół dworsko-parkowy.

### Kościół Podwyższenia Krzyża Świętego
Kościół parafii w Zbylitowskiej Górze. Ufundowany przez Mikołaja Zbylitowskiego w 1464. Doszczętnie zniszczony podczas ostrzału w czasie pierwszej wojny światowej. Odbudowany w latach 1916–1922 z wykorzystaniem zachowanych murów prezbiterium, zakrystii i kaplicy. Kościół jest obiektem murowanym z cegły, otynkowanym, jednonawowym. Nie posiada wyraźnych cech stylowych. Polichromię figuralną wykonano w 1957 wg projektu Jerzego Nowosielskiego. Najcenniejszym zabytkiem wyposażenia kościoła jest alabastrowa płyta nagrobna z XVI w., z leżącą postacią jednego ze Zbylitowskich.

### Zespół dworsko-parkowy

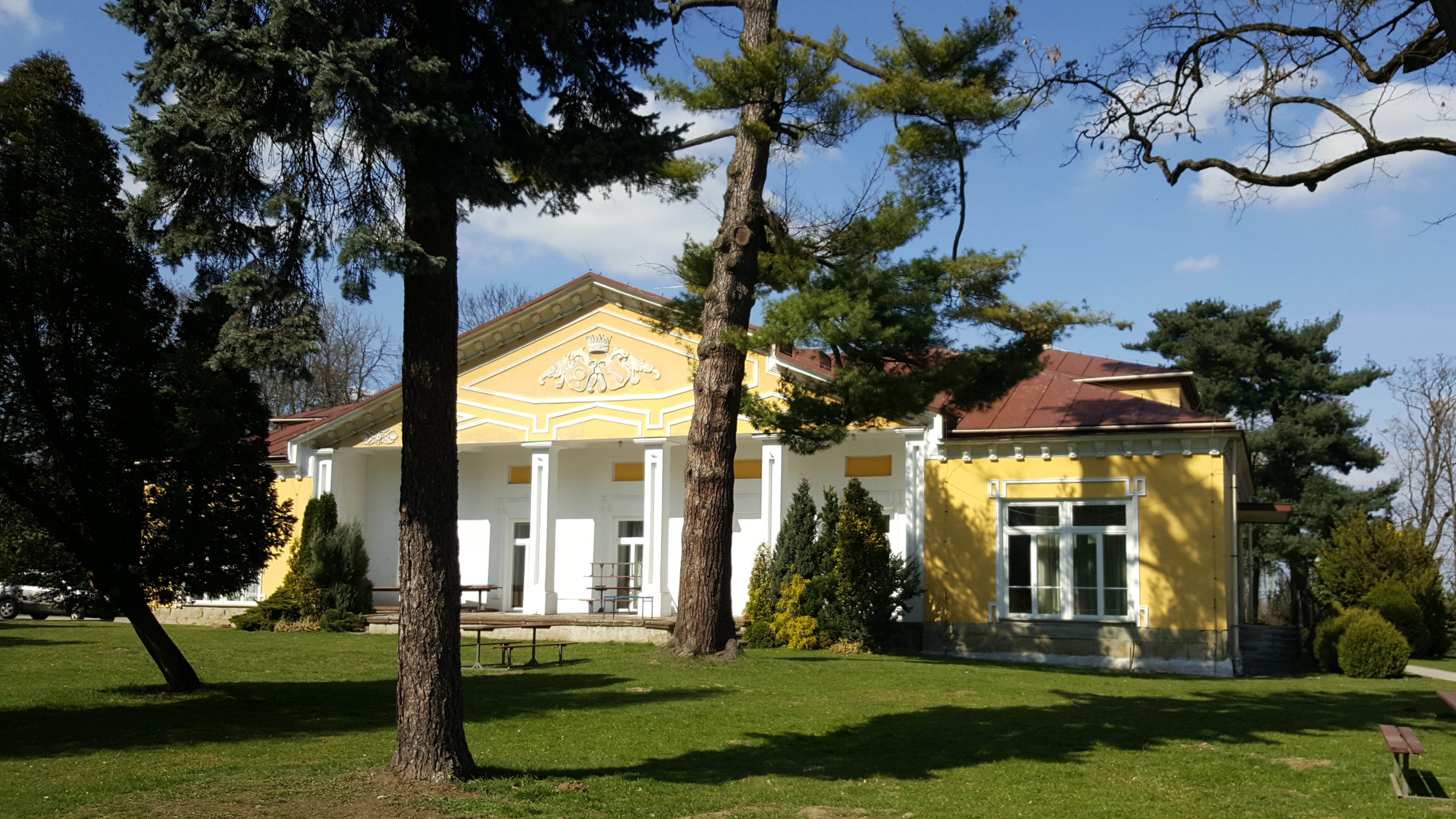
Zbylitowska Góra. Otoczony parkiem dwór Żabów

W skład zespołu rezydencjonalnego w Zbylitowskiej Górze wchodzą budynek dworski, oranżeria, oficyna i park. Obecny murowany dwór w stylu klasycystycznym został wybudowany dla Franciszka Moszczeńskiego po roku 1830, kiedy to spłonął poprzedni, drewniany. Jest to obiekt parterowy, dwutraktowy z portykiem o sześciu filarach od frontu. Na zwieńczeniu widoczne są kartusze z herbami Nałęcz Moszczeńskich i Szreniawa. Początkowo dwór otaczał park w stylu francuskim. Obecnie zatracił on swój charakter. Za projektanta dworu, oranżerii i oficyny uznaje się Piotra Aignera. Po wojnie majątek i dwór w Zbylitowskiej Górze wraz z parkiem przeszedł na rzecz skarbu państwa. Pałacowe zbiory angielskich sreber, porcelany, mebli oraz biblioteka zawierająca 5 tysięcy książek oprawnych w skórę, bezpowrotnie przepadły. W 1948 obiekt przejęły władze oświatowe w Tarnowie, organizując w nim Państwowy Dom Dziecka dla dzieci - sierot wojennych. 1 września 1973 na terenie dawnego pałacu Żabów otwarto Państwowy Zakład Wychowawczy, który w 1984 przemianowano na Specjalny Ośrodek Szkolno-Wychowawczy z przeznaczaniem dla dzieci i młodzieży niepełnosprawnych umysłowo. Przy ośrodku powstał internat i kryta ujeżdżalnia koni służąca hipoterapii. W 2013 minister rolnictwa i rozwoju wsi podjął decyzję o zwróceniu 3,5-hektarowego zespołu dworsko-parkowego córkom Franciszka Żaby, ostatniego właściciela Zbylitowskiej Góry.

### Cmentarz w Buczynie – miejsce zbrodni wojennej

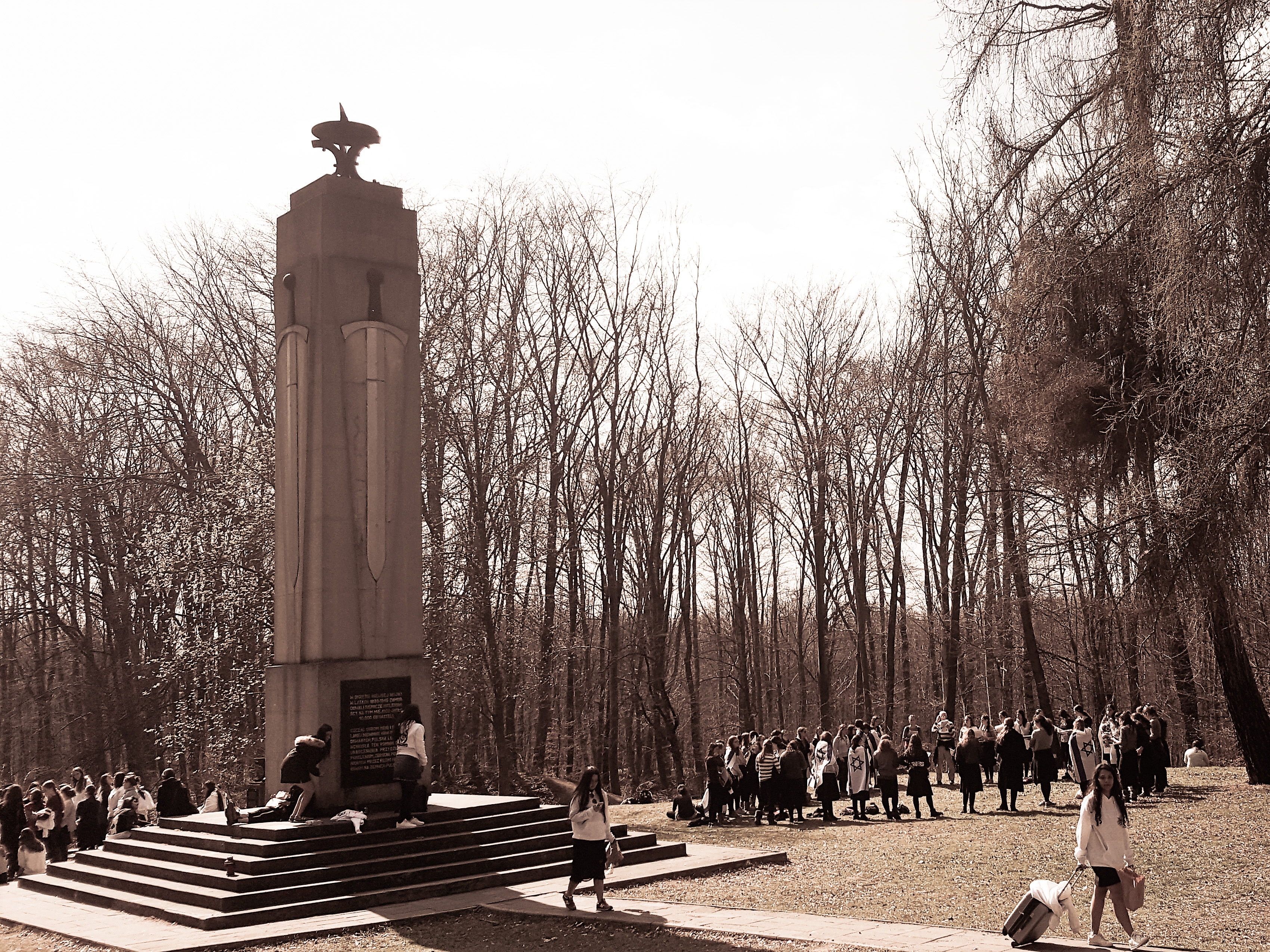
Las Buczyna. Miejsce kaźni i cmentarz z okresu II wojny światowej.

W przysiółku Buczyna, na skraju lasu bukowego znajduje się cmentarz wojenny z okresu II wojny światowej. W okresie okupacji niemieckiej było to miejsce masowych egzekucji. W latach 1939–1944 zamordowano tam od 8 do 10 tys. osób. W gronie ofiar znalazło się od kilkuset do 2 tys. Polaków oraz około 6 – 8 tys. Żydów. Wśród tych pierwszych przeważali więźniowie polityczni przywiezieni z więzienia w Tarnowie. Z kolei w gronie ofiar żydowskich znalazło się przede wszystkim około 6–7 tys. mieszkańców tarnowskiego getta, których przywieziono na stracenie do Buczyny podczas akcji eksterminacyjnej w czerwcu 1942 roku. W lesie pogrzebano wówczas m.in. 800 dzieci z żydowskiego sierocińca, które celem zaoszczędzenia amunicji Niemcy wpędzili do jednego z grobów, a następnie wymordowali przy użyciu granatów.
W 1948 z inicjatywy tarnowskiego komitetu żydowskiego ustawiono na mogiłach rozstrzelanych tablice z napisami w językach hebrajskim i polskim, wzniesiono też pomnik w formie obelisku uwieńczonego zniczem. W 2015 roku w lesie odkryto siedem nieznanych wcześniej zbiorowych mogił. W planach jest ich oznaczenie i upamiętnienie, a także budowa parkingu dla odwiedzających to miejsce licznych pielgrzymek z Izraela.

### Budynek plebanii
Plebania parafii w Zbylitowskiej Górze (A-1647/M z dnia 02.06.2023). Murowany dwukondygnacyjny budynek nakryty dwuspadowym dachem wzniesiony na przełomie XV i XVI wieku. Na początku XVIII wieku w budynku działał zbór braci polskich.

## Części wsi

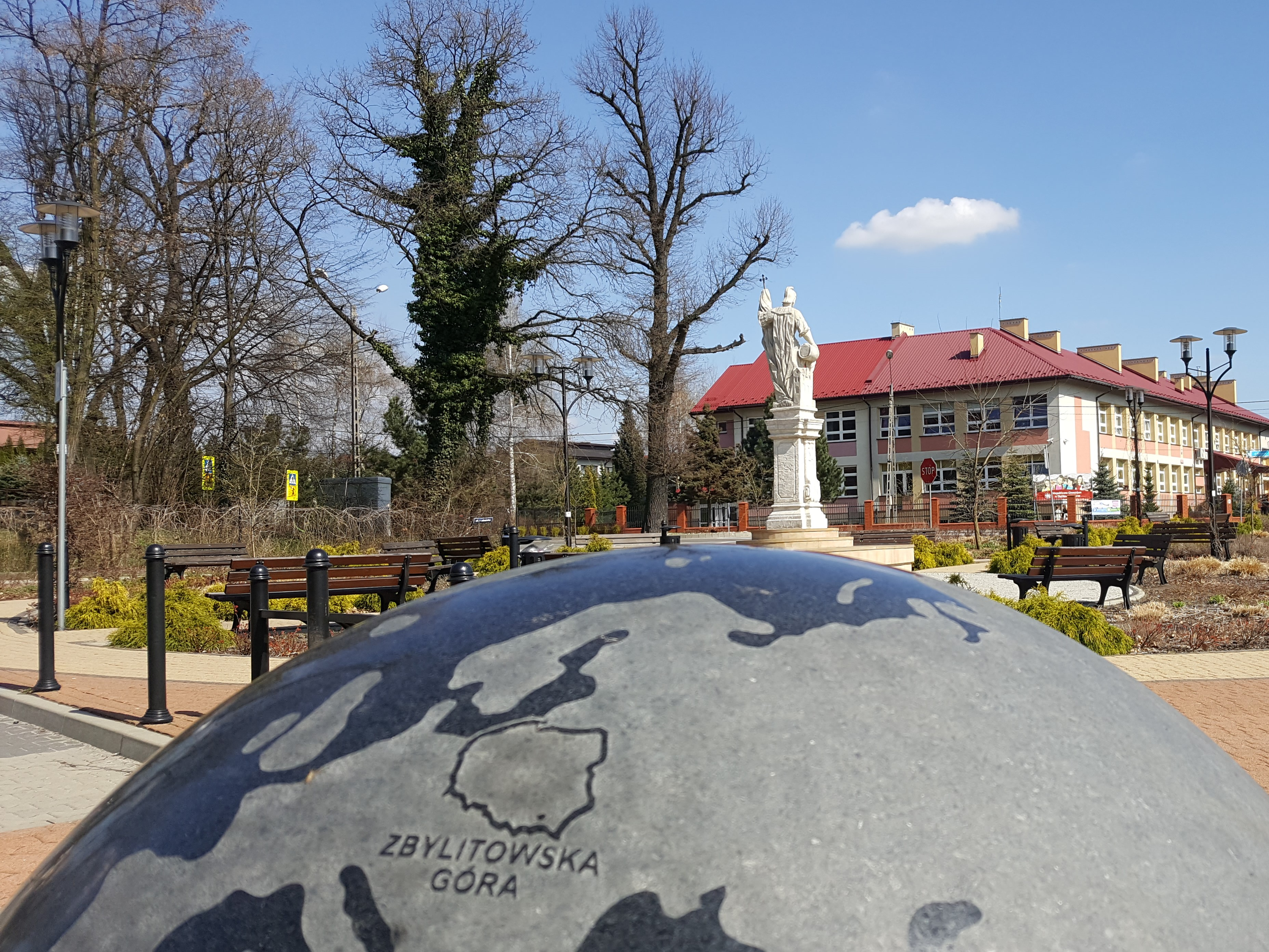
Zbylitowska Góra. Granitowy globus na placu św. Floriana.

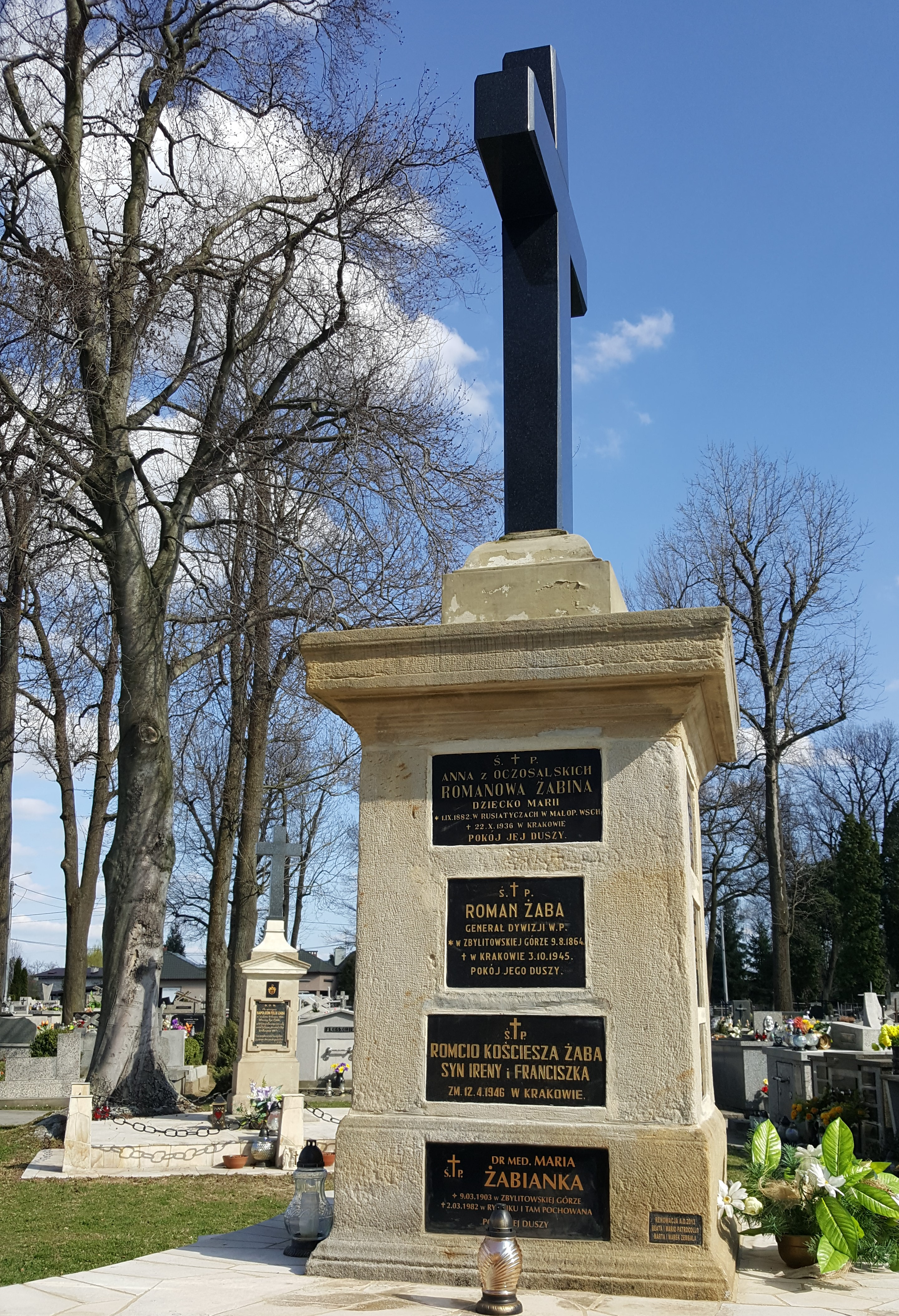
Grobowiec rodziny Żabów na cmentarzu w Zbylitowskiej Górze.

Obecnie Zbylitowska Góra składa się z przysiółków noszących nazwy: Buczyna (od pobliskiego lasu bukowego), Podgórze (na zboczu opadającym do doliny Dunajca), Skotnik (gdzie wypasano dawniej bydło), Soślina (od pobliskiego lasu sosnowego) i Kobiela (od wyrobu koszyków, kobiałek).
| SIMC    | Nazwa    | Rodzaj    |
| ------- | -------- | --------- |
| 0833421 | Buczyna  | część wsi |
| 0833438 | Dąbrowy  | część wsi |
| 0833444 | Kobiela  | część wsi |
| 0833450 | Podgórze | część wsi |
| 0833467 | Skotnik  | część wsi |

## Osoby związane z miejscowością
- Andrzej Zbylitowski (1565–1608)[7] – poeta, stolnik nadworny króla Zygmunta III Wazy.
- Napoleon Feliks Żaba (1803–1885) – podróżnik, wolnomularz.
- Franciszek Leśniak (1846–1915) – w latach 1878–1887 proboszcz w Zbylitowskiej Górze, autor pieśni: „Upływa szybko życie"[36].
- Roman Żaba (1864–1945) – generał.
- Kazimierz Rzeszódko (1870–1937) – ksiądz, poseł do austriackiej Rady Państwa.
- Roman Witek (ur. 1885) – żołnierz Legionów Polskich[37].
- Franciszek Żaba (1906–1982) – inżynier, oficer AK.
- Stanisław Kolasiński (1916–1996) – cichociemny.
- Franciszek Kieć (1926–2010) – działacz ludowy, poseł na Sejm.